# Orquesta de Cámara de la Ciudad de México
La Orquesta de Cámara de la Ciudad de México (OCCM) es una agrupación musical mexicana fundada por Maestro Miguel Bernal Matus en 1968.
Actualmente su director titular es el Maestro Edilberto Vela.

## Historia
Desde su formación en 1968, la OCCM ha contado con la participación de músicos destacados como Henryk Szeryng, Nicanor Zavaleta, Ruggiero Ricci, Maurizio Zampognini, Laslo Frater, Pierre Fournier, Eugenio de Rosa, Víctor Urbán, Fabrizio Ammetto y Francesco Vignanelli. 
Ha realizado numerosas giras por toda la Républica Mexicana y parte de Estados Unidos. En 1986, llevó a cabo su primera gira por Europa, obteniendo, ante la exigencia de los píblicos de Alemania, Italia, Francia y España, un éxito que se reflejó en las críticas aparecidas en sus diarios[cita requerida] . Fue invitada a realizar una segunda gira en 1987, que se amplió a otras ciudades del continente. 
Miguel Bernal Matus, su fundador y director, ha dedicado una especial atención a los jóvenes y niños mediante sus conciertos didácticos en universidades y escuelas. 
Desde 1984 ha impulsado la formación de otros grupos orquestales, tal es el caso de la Orquesta Sinfónica de Coyoacán, que desde su fundación en 1984 ha contado con el apoyo de la OCCM.